# Hard-Fi
Hard-Fi is een Britse rock-band uit Staines, Londen. De band raakte in de bekendheid na het uitbrengen van hun eerste album, Stars of CCTV. Dit album bevat de uitgebrachte nummers Living For The Weekend, Hard To Beat en Cash Machine.
Hard-Fi wordt in 2002 opgericht door de vier bandleden Richard Archer, Ross Phillips, Kai Stephens en Steve Kemp. Al snel raakt de band in de Londense (indie-rock)-scène bekend. In het begin raakte Hard-Fi bekend door zijn guerrillagigs, door bijvoorbeeld op een actieve landingsbaan op vliegveld Heathrow te spelen.
De band raakt samen met een stroom aan indie-bands in de bekendheid, zoals Kaiser Chiefs en The Killers. In juli 2005 wordt de debuut-cd Stars of CCTV uitgebracht. In hetzelfde jaar wordt het album genomineerd voor de Mercury Prize. In 2006 gaat Hard-Fi op tournee, waarin het ook Nederland aandoet en op het podium van Rock Werchter te zien is. Verschillende optredens in Engeland waren snel uitverkocht.

## Discografie

### Albums
| Album met eventuele hitnotering(en) in de Nederlandse Album Top 100 | Datum van verschijnen | Datum van binnenkomst | Hoogste positie | Aantal weken | Opmerkingen |
| ------------------------------------------------------------------- | --------------------- | --------------------- | --------------- | ------------ | ----------- |
| Stars of CCTV                                                       | 12-08-2005            | 10-09-2005            | 91              | 2            |             |
| Once Upon a Time in the West                                        | 31-08-2007            | 08-09-2007            | 73              | 1            |             |

### Singles
| Single met eventuele hitnotering(en) in de Nederlandse Top 40 | Datum van verschijnen | Datum van binnenkomst | Hoogste positie | Aantal weken | Opmerkingen              |
| ------------------------------------------------------------- | --------------------- | --------------------- | --------------- | ------------ | ------------------------ |
| Hard to Beat                                                  | 20-06-2005            | 27-08-2005            | tip8            | -            | #73 in de Single Top 100 |
| Cash Machine                                                  | 2006                  | 04-02-2006            | tip13           | -            | #87 in de Single Top 100 |
| Suburban Knights                                              | 2007                  | -                     |                 |              | #99 in de Single Top 100 |
| Good for Nothing                                              | 06-06-2011            | 18-06-2011            | tip7            | -            |                          |

| Single met hitnotering(en) in de Vlaamse Ultratop 50 | Datum van verschijnen | Datum van binnenkomst | Hoogste positie | Aantal weken | Opmerkingen |
| ---------------------------------------------------- | --------------------- | --------------------- | --------------- | ------------ | ----------- |
| Suburban Knights                                     | 2007                  | 29-09-2007            | tip17           | -            |             |
| Good for Nothing                                     | 2011                  | 09-07-2011            | tip23           | -            |             |